# Stixis philippinensis
Stixis philippinensis là một loài thực vật có hoa trong họ Stixaceae. Loài này được (Turcz.) Merr. miêu tả khoa học đầu tiên.